# Lingua minoritaria
Con lingua minoritaria ci si riferisce ad una lingua materna parlata da una comunità linguistica che non costituisce una realtà numericamente dominante rispetto a una data società o nazione. Tale idioma si trova quindi in una situazione di minoranza rispetto a un altro che normalmente è la lingua più prestigiosa e riconosciuta come lingua ufficiale o imposta come lingua unica ufficiale della burocrazia, nella scuola e nei media, inibendo contemporaneamente l'uso pubblico di ogni altra lingua e negando il plurilinguismo abitualmente presente nel territorio statale.

## Caratteristiche
Il concetto di "lingua minoritaria" è strettamente legato al concetto di "minoranza". Una delle più note definizioni di "minoranza" è quella elaborata nel 1977 in un lavoro di ricerca per l'ONU da Francesco Capotorti: la minoranza sarebbe un «gruppo numericamente inferiore al resto della popolazione di uno Stato, in posizione non dominante, i cui membri, cittadini dello Stato, possiedono, dal punto di vista etnico, religioso o linguistico, caratteristiche che differiscono da quelle del resto della popolazione, e manifestano anche un sentimento di solidarietà allo scopo di preservare la loro cultura, la loro tradizione, la loro religione o la loro lingua».
Esistono casi limite in cui una lingua minoritaria in uno Stato può essere maggioritaria in un altro, o viceversa: si può citare il catalano, eletto a idioma ufficiale nello stato di Andorra, ma solo "lingua co-ufficiale" in tre comunità autonome della Spagna (Catalogna, Comunità Valenzana, Isole Baleari). Un altro esempio è l'italiano come lingua di maggioranza nel Veneto, dove il ladino è lingua minoritaria e il veneto è, secondo alcuni studiosi, lingua regionale (ancorché non riconosciuta dallo stato italiano); tuttavia nell'Istria il veneto-istriano, un dialetto veneto coloniale, è giuridicamente riconosciuto come un dialetto della lingua italiana: infatti la Costituzione croata riconosce come "minoranza nazionale italiana", rispetto al resto della comunità croata, quella locale parlante l'istriano in famiglia. Esempi di lingue minoritarie in Europa sono il bretone, il leonese, il sardo, o ancora il friulano.

## Tutela e promozione internazionale delle lingue minoritarie
A livello internazionale il primo documento che ha espressamente preso in considerazione la tutela delle lingue minoritarie risulta essere stato il Patto Internazionale sui Diritti Civili e Politici, adottato dall’Assemblea Generale delle Nazioni Unite il 16 dicembre 1966 ed entrato in vigore il 23 marzo 1976.
(Art. 26 del Patto Internazionale sui Diritti Civili e Politici)
(Art. 27 del Patto Internazionale sui Diritti Civili e Politici)
Un successivo documento a livello internazionale è rappresentato dalla Risoluzione dell’Assemblea Generale delle Nazioni Unite 47/135 del 18 dicembre 1992, intitolata Dichiarazione sui diritti delle persone appartenenti alle minoranze nazionali o etniche, religiose e linguistiche (1992), adottata nella convinzione che la protezione e la promozione dei diritti delle persone appartenenti a minoranza nazionale o etnica, religiosa e linguistica contribuiscano alla stabilità politica e sociale degli Stati in cui esse vivono.
Gli Stati adotteranno idonee misure legislative ed altre allo scopo di conseguire questi obiettivi.»
(Art. 1 della ’’Dichiarazione sui diritti delle persone appartenenti alle minoranze nazionali o etniche, religiose e linguistiche (1992))

## Europa
Esiste il pericolo che la lingua minoritaria sia assorbita dalla "lingua principale" (si parla infatti di "lingue in pericolo"), fino a diventare una lingua estinta qualora non vi fossero più parlanti nativi. Per questo motivo si tende a parlare anche di lingue "minorizzate", ovvero di quelle lingue che normalmente hanno poca voce nei paesi dove sono parlate, non riconosciute, messe da parte, o ancora lingue nazionali oggetto di repressione dall'autorità statale.
     Stati aderenti che hanno firmato e ratificato la Carta;
     Stati aderenti che l'hanno firmata, ma non ratificata;
     Altri Stati membri del Consiglio d'Europa.
     Stati parte della convenzione-quadro;
     Stati firmatari;
     Altri Stati membri del Consiglio d'Europa.

Carta europea per le lingue regionali o minoritarie
Stati aderenti che hanno firmato e ratificato la Carta;
Stati aderenti che l'hanno firmata, ma non ratificata;
Altri Stati membri del Consiglio d'Europa.

Convenzione-quadro per la protezione delle minoranze nazionali
Stati parte della convenzione-quadro;
Stati firmatari;
Altri Stati membri del Consiglio d'Europa.

Al fine di scongiurare il pericolo di estinzione delle lingue minoritarie ed allo scopo di promuovere un’eguaglianza piena ed effettiva delle minoranze nazionali assicurando le condizioni proprie a conservare e sviluppare le loro culture e a preservare la loro identità, il Consiglio d'Europa ha adottato specifiche convenzioni che invitano gli stati aderenti ad adottare misure a tutela delle minoranze nazionali:
La Carta europea per le lingue regionali o minoritarie (European Charter for Regional or Minority Languages, o ECRML) è un trattato trattato (CETS 148) stilato 
dal Consiglio d'Europanel 1992.
La Carta dà la seguente definizione delle lingue regionali o minoritarie: 
La Carta europea riconosce il diritto a praticare una "lingua regionale o minoritaria" nell'ambito della giustizia, della pubblica amministrazione, della cultura e in tutti gli altri aspetti della vita sociale. Spetta ai singoli Stati che hanno firmato la "Carta" determinare l'elenco delle "lingue regionali o minoritarie" del proprio Stato al momento della ratifica della "Carta" stessa. Lo Stato italiano non ha ancora ratificato la "Carta" che quindi non trova ancora attuazione in Italia. È competenza esclusiva del Parlamento italiano la determinazione delle comunità etnico-linguistiche a cui applicare la Carta.
La Convenzione-quadro per la protezione delle minoranze nazionali è stata adottata dal Comitato dei Ministri del Consiglio d'Europa a Strasburgo il 1º febbraio 1995 ed entrata in vigore il 1º febbraio 1998. La convenzione è stata sottoscritta e ratificata dall'Italia il 1º marzo 1998.
- il diritto di utilizzare liberamente e senza impedimenti la sua lingua minoritaria in privato ed in pubblico, oralmente e per iscritto;
- la possibilità, in presenza di determinate condizioni, di utilizzare la lingua minoritaria nelle relazioni tra queste persone e le autorità amministrative;
- il diritto di utilizzare il suo nome ed il suo cognome nella lingua minoritaria;
- il diritto di esporre al pubblico, nella sua lingua minoritaria, insegne, scritte ed altre informazioni di carattere privato;
- la possibilità, in presenza di determinate condizioni, di affiggere anche nella lingua minoritaria le denominazioni tradizionali locali, i nomi delle strade e le altre indicazioni topografiche destinate al pubblico;
- il diritto di creare e di gestire i propri istituti privati d’insegnamento e di formazione;
- possibilità di apprendere la lingua minoritaria o di ricevere un insegnamento nella stessa lingua nell’ambito del sistema d’istruzione statale;

Spetta agli Stati che hanno ratificato la Carta determinare a quali comunità linguistiche-nazionali (i termini sono equivalenti per il Consiglio d'Europa) applicare i vari livelli di tutela previsti dalla Carta stessa. Per la convenzione-quadro per la protezione delle minoranze nazionali, il termine giuridico "minoranza nazionale" è comunque equivalente a quello di "minoranza linguistica": rappresentano entrambi la medesima fattispecie giuridica.
Ogni cinque anni il Comitato del Consiglio d'Europa, cui è demandato il compito di vigilare sull'applicazione di questo trattato internazionale, visita i singoli Stati che hanno ratificato il trattato stesso, tra cui anche l'Italia. Relativamente allo stato italiano, il Comitato visita le minoranze linguistiche riconosciute dalla legge 482/99, incluse le comunità "senza Stato" sarde, friulane, occitane, ladine etc., considerate sul piano istituzionale e formale "minoranze nazionali" al pari di quelle slovene, germanofone o francofone "con Stato" che vivono in Italia.
Nella L.R. 18 dicembre 2007 nr. 29 della regione Friuli-Vg, norme per la tutela, valorizzazione e promozione della lingua friulana, all'art. 2 (principi) lettera “e bis” si fa espressamente richiamo alla Convenzione-quadro per la protezione delle minoranze nazionali del Consiglio d'Europa.
La Risoluzione del Parlamento europeo sulla protezione delle minoranze e le politiche contro la discriminazione nell'Europa allargata (2005/2008(INI)) 
Il Parlamento europeo, nel paragrafo 7 della Risoluzione del Parlamento europeo sulla protezione delle minoranze e le politiche contro la discriminazione nell'Europa allargata, preso atto che non esiste una definizione condivisa sulle minoranze, raccomanda che nella definizione di «minoranza nazionale» si consideri come tale ogni gruppo di persone in uno Stato che:
— risiedono nel territorio dello Stato in questione, 
— mantengono legami antichi, solidi e duraturi con lo Stato in questione, 
— presentano caratteristiche etniche, culturali, religiose o linguistiche specifiche,
— sono sufficientemente rappresentativi, sebbene numericamente inferiori al resto della popolazione dello Stato in questione o di una sua regione, 
— sono animati dalla volontà di preservare insieme ciò che costituisce la loro comune identità, incluse la cultura, le tradizioni, la religione o la lingua.

Nella sentenza N. 62 del 1992 della Corte Costituzionale italiana viene precisato, in merito al grado di tutela riservato ad una minoranza linguistica riconosciuta, che detta tutela si possa considerare pienamente realizzata solo quando, nell'ambito del territorio di insediamento della minoranza, si consenta a ciascun appartenente a tale minoranza di non essere costretto ad adoperare una lingua diversa da quella materna nei rapporti con le autorità pubbliche.